# Valiyaveetil Diju

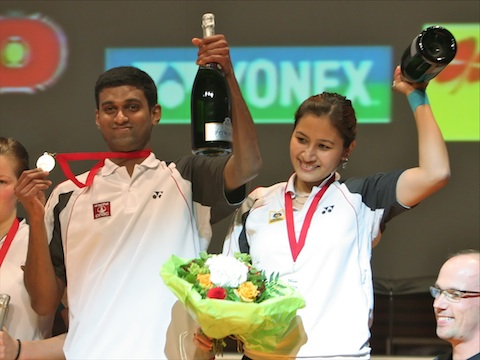
Valiyaveetil Diju und Jwala Gutta im Jahr 2008.

Valiyaveetil Diju (* 4. Januar 1981 in Ramanattukara, Kerala) ist ein indischer Badmintonspieler.

## Karriere
Valiyaveetil Diju gewann 1998 seinen ersten Titel bei den indischen Einzelmeisterschaften der Junioren. 2000 siegte er bei den Hungarian International in und ein Jahr später erstmals bei den indischen Einzelmeisterschaften der Erwachsenen. Bis dahin hatte er alle seine Erfolge im Herrendoppel errungen, später war er vor allem im Mixed mit Jwala Gutta erfolgreich.

## Sportliche Erfolge
| Saison | Veranstaltung                              | Disziplin    | Platz | Name                                |
| ------ | ------------------------------------------ | ------------ | ----- | ----------------------------------- |
| 1998   | Indien: Einzelmeisterschaften der Junioren | Herrendoppel | 1     | Sanave Thomas / V. Diju             |
| 1999   | Indien: Einzelmeisterschaften der Junioren | Herrendoppel | 1     | V. Diju / Mitesh Hazarnis           |
| 2000   | Ungarn: Internationale Meisterschaften     | Herrendoppel | 1     | V. Diju / Sanave Thomas             |
| 2001   | Indien: Einzelmeisterschaften              | Herrendoppel | 1     | Sanave Thomas / V. Diju             |
| 2005   | Indien: Einzelmeisterschaften              | Mixed        | 1     | V. Diju / Jwala Gutta               |
| 2005   | Welsh International                        | Mixed        | 1     | V. Diju / Jwala Gutta               |
| 2007   | Pakistan International                     | Mixed        | 1     | Valiyaveetil Diju / Aparna Balan    |
| 2008   | Nepal International                        | Herrendoppel | 1     | Valiyaveetil Diju / Akshay Dewalkar |
| 2008   | Indien: Einzelmeisterschaften              | Mixed        | 1     | V. Diju / Jwala Gutta               |
| 2009   | Indien: Einzelmeisterschaften              | Mixed        | 1     | V. Diju / Jwala Gutta               |
| 2010   | Commonwealth Games                         | Team         | 2     | Indien                              |